# Drupal
Drupal este un sistem modular open source de gestionare a conținutului, un cadru de dezvoltare pentru aplicații web și motor de blogging. A fost fondat și dezvoltat de Dries Buytaert. După anul 2000 Drupal a câștigat în popularitate mulțumită flexibilității, adaptabilității, ușurinței în administrare și exploatare, precum și a unei comunități online foarte active.
Drupal este scris în limbajul PHP, însă instalarea, dezvoltarea și întreținerea unui site web Drupal nu necesită (de obicei) cunoștințe de programare PHP.
Drupal funcționează pe o platformă variată de sisteme de operare cum ar fi Unix, Linux, BSD, Solaris, Windows, sau Mac OS X. În afara PHP, Drupal are nevoie pentru a funcționa și de un server de web cum este Apache sau IIS precum și de un motor de baze de date cum este MySQL.
La data de 27 mai 2013, versiunea Drupal curentă este 7.23, fiind disponibilă și o variantă în limba română pentru Drupal 6.x.
La ora actuala 05/2013 Drupal numara peste 21.982 module si 1.730 teme la care lucreaza peste 16.000 de dezvoltatori.